# Chiromantis cherrapunjiae
Chiromantis cherrapunjiae е вид жаба от семейство Rhacophoridae.

## Разпространение
Този вид е разпространен в Индия.